# 青森青年師範学校
| 青森青年師範学校 （青森青師） | 青森青年師範学校 （青森青師） |
| ----------------------------- | ----------------------------- |
| 創立                          | 1944年                        |
| 所在地                        | 青森県野辺地町                |
| 初代校長                      | 井東豊彦                      |
| 廃止                          | 1951年                        |
| 後身校                        | 弘前大学                      |
| 同窓会                        | －                            |

青森青年師範学校 （あおもりせいねんしはんがっこう） は、1944年 （昭和19年） に設立された青年師範学校である。

## 概要
- 1931年 （昭和6年） 設立の青森県立実業補習学校教員養成所を前身とする。
- 1944年、青森県立青年学校教員養成所 （1935年設立） の国への移管により青森青年師範学校となった。
- 第二次世界大戦後の学制改革により、新制弘前大学教育学部の母体の一つとなった。

## 沿革

### 前史
- 1931年4月： 青森県師範学校内に青森県立実業補習学校教員養成所を設立 （1年制）。
- 1933年3月： 2年制に延長。
- 1935年4月： 青森県立青年学校教員養成所と改称。
- 1939年4月： 臨時養成科 （1年制） を併設。

### 青森青年師範学校時代
- 1944年4月1日： 官立移管され、青森青年師範学校設置。
  - 男子部本科 （農業科、3年制） のみ。
- 1945年7月28日： 青森大空襲で校舎焼失。
- 1945年10月： 上北郡野辺地町に移転。
- 1946年4月： 女子部を設置。
- 1946年8月： 附属青年学校を設置。
- 1947年4月： 附属青年学校が附属中学校 （新制） となる。
- 1949年5月31日： 新制弘前大学発足。
  - 青森師範学校と共に教育学部の母体として包括された。
  - 青森青年師範学校校地には野辺地分校 （2年制課程のみ、1960年廃止） が設置された。
- 1951年3月： 弘前大学青森青年師範学校 （旧制）、廃止。

## 歴代校長
官立青森青年師範学校
- 校長： 井東豊彦 （1944年4月 - 1945年4月）
  - 青森師範学校と兼任
- 校長： 柿崎守忠 （1945年4月1日 - 1945年7月）
  - 青森市長就任のため辞任[1]。
- 校長： 塚本永治 （1945年7月 - 1945年9月）[2]
- 校長： 神守夫 （1945年9月 - 1948年10月）
- 校長： 橋本新太郎 （1948年10月 - 1949年5月）[3]
- 校長： 三浦三義人 （1949年5月 - 1951年3月）[2]
  - 新制弘前大学教育学部野辺地分校 初代主事

## 校地の変遷と継承

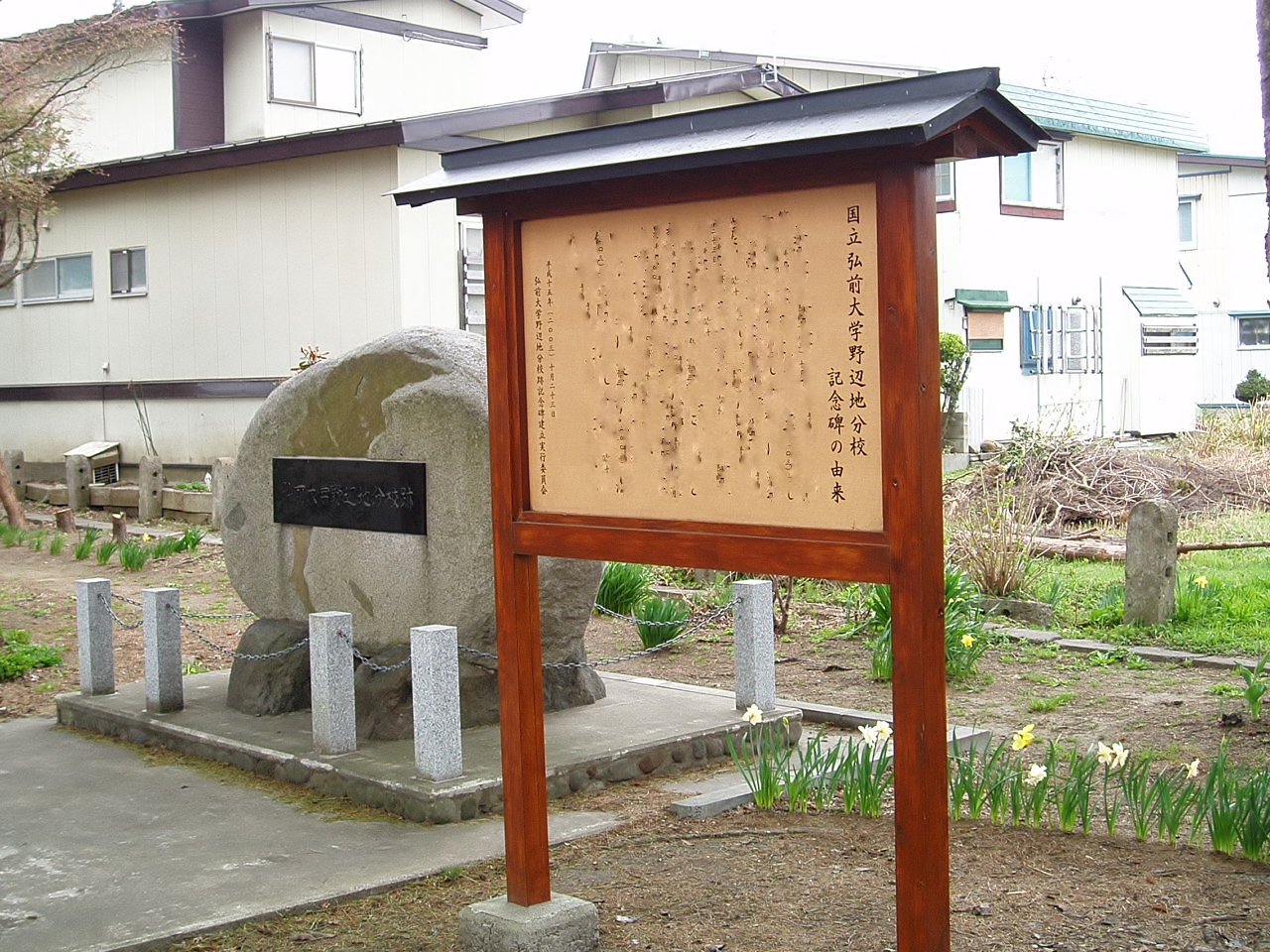
弘前大学野辺地分校跡の碑

青森青年師範学校の前身、青森県立実業補習学校教員養成所は、青森市浪打 （現・花園2丁目） にあった青森県師範学校 （のちに官立青森師範学校男子部） 校内で発足した。1944年4月に官立青森青年師範学校となった際も、引き続き同地を使用していたが、1945年7月の空襲で校舎を焼失した。1945年10月、野辺地町から提供を受けた、野辺地国民学校女子部校舎 （上北郡野辺地町大字野辺地字野辺地351ノ1） に移転した。同校地は後身の新制弘前大学に継承され、教育学部野辺地分校 （当初は弘前大学野辺地分校） となり 2年制課程が置かれた。野辺地分校は 1960年3月で廃止となり、弘前の本校に統合された。
1946年に設置された附属青年学校は 1947年に新制中学校となり、1951年4月には弘前大学教育学部附属野辺地中学校となった。附属野辺地中学校は1966年3月に廃止され、弘前大学教育学部附属中学校に統合された。
2003年、野辺地町立野辺地中学校の南隣に、「弘前大学野辺地分校跡」 記念碑が建立された。

## 関連文献
- 青森県師範学校同窓会・弘前大学教育学部（編）　『青森師範学校志』　弘前大学出版会、2006年9月。
- 青森市（編）　『青森市史 : 第1巻 教育編』　青森市、1954年 （国書刊行会によるコピー版：1982年）、274頁-275頁。
- 青森県教育史編集委員会（編）　『青森県教育史 : 第2巻』　青森県教育委員会、1974年、463頁-476頁・1038頁-1040頁。
- 『官報』